# Золотая черепаха
«Золотая черепаха» — международный интерактивный «фестиваль дикой природы», проводится с 2006 года. Один из крупнейших культурных и эколого-просветительских проектов в мире. В ходе фестиваля проходят творческие конкурсы (фотографии дикой природы, живопись и дизайн), мастер-классы, видеоинсталляции, выставки победителей, лекции и концерты.
Крупнейшим проектом фестиваля является международный конкурс фотографии, живописи и дизайна The Golden Turtle — творческое состязание авторов со всего мира в различных категориях, выставки победителей и лауреатов проходят в Москве и городах России. Номинации конкурса: «Портрет животного», «Гармония жизни», «Микромир», «Подводный мир», «Сохранение дикой природы», «Экологические проблемы» и др. Архив Конкурса за десять лет существования составляет более 100 000 работ, присланных тысячами авторов из 130 стран мира.В 2013 году Фестиваль дикой природы «Золотая черепаха» стал победителем престижной международной премии «Хрустальный компас» в номинации «Лучший социально-информационный проект по сохранению природного и историко-культурного наследия».  
Фестиваль «Золотая черепаха» — официальный участник «десятилетия сохранения биоразнообразия», объявленного Организацией Объединённых Наций, а также «Года экологии-2017» в Российской Федерации.
Фестиваль проводится под патронатом Министерства культуры РФ, Министерства природных ресурсов и экологии РФ, Всероссийского общества охраны природы и ВОО Русское географическое общество.
Фестиваль ставит перед собой следующие задачи:
- Привлечение общественного внимания к красоте дикой природы и хрупкости окружающей среды
- Популяризация искусства, посвященного дикой природе
- Экологическое просвещение и пропаганда бережного отношения к окружающему миру
- Интерактивное вовлечение общества в целом и детей — в частности, в процесс познания природы и заботы о ней
- Продвижение произведений искусства современных авторов
- Сбор благотворительных средств[4][5]
- Повышение образовательного и культурного уровня, а также стимулирование творческой и социальной активности общества
- Патриотическое воспитание и улучшение имиджа России в мировом сообществе

## История

### 2008
Приняли участие фотографы-анималисты из 17 стран мира (Россия, Израиль, США, Эквадор, Непал, Болгария, Эстония, Греция). Условиями конкурса были оригинальность композиции, её динамичность, и главное — фотография должна обнаруживать «сложность получения кадра».

### 2013
Работы на фотоконкурс представили 168 авторов из 64 стран. Было прислано более 15 000 фотографий в 12 категориях.

### 2014
На конкурс свои фото прислали 1922 автора из 77 стран. В финал конкурса прошли около 200 фотографий. Выставка финалистов экспонировалась в столичном Центральном доме художника (Москва) и Лофт-проекте Этажи (Санкт-Петербург)

### 2016
С 16 июля по 21 августа 2016 прошел в Москве. Участие приняли тысячи авторов из различных стран мира.

### 2017
В 2017 году XI Международный фестиваль Золотая черепаха стал частью официальных мероприятий Года экологии в России.
В 2017 году в профессиональное жюри фотоконкурса вошли Сергей Горшков, Джим Бранденбург, Пол Хермансен и другие, а в жюри конкурсов живописи и дизайна — Кристина Ламберт, Клаудия Хан, Морган Антуан, Пабло ди Фирма, Салех Зангане и др. В 2017 году работы на творческие конкурсы прислали 2555 авторов из 92 стран, получено в общей сложности больше 10 тысяч работ. К списку стран-участниц добавились Алжир, Босния и Герцеговина, Бутан, Гватемала, Конго, Коста-Рика, Македония, Оман, Сирия, Судан, Эфиопия и Южный Судан. Традиционно активны, помимо российских, авторы из России, Китая, Индии, Ирана, Испании и Франции. Фотографом года стал Эрленд Хааберг из Норвегии, среди победителей два фотографа из России — Владимир Войчук и Максим Тарасов
.
В 2017 году в конкурсе природной фотографии приняли участие 1895 фотографов из 81 страны мира. Самыми популярными номинациями среди[когда?] участников стали «Пейзаж», «Портрет животного» и «Поведение животного».
В рамках фестиваля в Москве и Санкт-Петербурге были проведены фотовыставки.
По состоянию на 2017 год количество участников фотоконкурса за все годы его проведения превысило 10 000, а количество фотографий в архиве конкурса превысило 100 000.

### 2019
В 2019 году в фотоконкурсе участвовали 4390 участников из 117 стран. Было увеличено количество номинаций за счет добавления новых «Природа глазами молодежи», «Природа глазами детей» и «Заповедная Россия».авторов со всего мира. Расширилась и география конкурса, который завоевывает каждый год всё новые территории. Количество стран-участниц также побило рекорды прошлых лет — теперь стран-участниц .С 6 сентября по 2 октября в Москве на ВДНХ в 57-м павильоне «Россия — моя история» прошел фестиваль, в рамках которого состоялась фотовыставка работ финалистов и лауреатов фотоконкурса, мастер-классы, лекции, встречи с всемирно известными фотографами, путешественниками, экологами.
Впервые часть работ, на выставке фестиваля были адаптированы для слепых людей. На фотовыставке, прошедшей в том числе были представлены «тактильные» фотографии.